# Raymonde Serverius
Raymonde Serverius (Antwerpen, 4 augustus 1924 - aldaar, 25 december 2006) was een Belgisch sopraan en bekend concert- en operazangeres. Serverius was de vrouw van de Vlaamse regisseur Roland Verhavert.

## Biografie
Raymonde Serverius werd in Antwerpen geboren. Ze was de dochter van de dramatische sopraan Maria Serverius. Raymonde Serverius begon haar carrière met een radioconcert van Les amis de Mozart. De Belgische koningin-moeder gaf hierop een toelage en donatie aan Serverius. Hiermee werd het voor Raymonde Serverius mogelijk om te gaan studeren in Parijs bij mevrouw Ritter-Ciampi. Na drie jaar vervolgde ze haar studie in Salzburg aan de Universität für Musik und Darstellende Kunst "Mozarteum" Salzburg.
Na haar studie werkte ze dikwijls mee aan verschillende concerten van het Nationaal Orkest van België. Daarnaast werkte ze samen met een aantal radio-orkesten. Hierbij zong ze veel werken van Belgische componisten.
Na de beëindiging van haar concertcarrière in 1951 zong ze in verschillende opera's. Dit deed ze bij de Koninklijke Muntschouwburg in Brussel. Hier maakte ze haar debuut als Mimi in de opera La bohème. De meeste van de opera's waarin Serverius zong werden opgevoerd in de Muntschouwburg in Brussel. In 1962 werd Serverius benoemd tot professor in de zang aan het Koninklijk Conservatorium Luik. Deze functie heeft ze gedurende dertig jaar uitgevoerd.
Op 25 december 2006 overleed Raymonde Serverius op 82-jarige leeftijd in haar geboorteplaats Antwerpen.

## Opera's
In onder meer de volgende opera's heeft Raymonde Serverius als sopraan gezongen. Het personage dat ze voorstelde staat voor de naam van de opera:
- Mimi in La bohème
- Cio-Ci-San in Madama Butterfly
- Micaela in Carmen
- Anne Trulove in The Rake's Progress (Igor Stravinsky)
- Marie in Les Voix de la Mer (Jean Absil)

Ook zong ze als Aida, Abigaille in Giuseppe Verdi's Nabucco en in Le Sacre du printemps.